# Jo Galloway
Jo Galloway ist eine südafrikanische Schauspielerin, Filmschaffende und Theaterschaffende.

## Leben
Galloway stammte ursprünglich aus Kapstadt und ist die Tochter zweier Theaterdarsteller. Ihre Schwester ist Schauspielerin Genna Galloway, ihre Großmutter väterlicherseits lebte in London. Von 2000 bis 2004 lernte sie an der Waterfront Theatre School Schauspiel und Tanz. Ihre Fortbildung setzte sie außerdem am I.S.T.D London fort. Sie spricht neben Englisch fließend Afrikaans.
Als Theaterschauspielerin wirkte sie in den Stücken Cats, Hairspray und The Full Monty als Hauptdarstellerin mit. Sie tritt auch als Theaterschaffende in Erscheinung und schuf unter anderen die Stücke Collected Stories, The Fabulous Fables Of Aesop und Infantryman in the Wardrobe anlässlich des The Hollywood Fringe Festival 2017. 2010 wirkte sie in der Fernsehserie Intersexions, 2012 in der Fernsehserie Sketch U Later mit. Zwischen 2013 und 2014 hatte sie eine wiederkehrende Sprechrolle in der Fernsehserie Mighty Med – Wir heilen Helden. 2015 stellte sie im Film The Escort – Sex Sells die Rolle der Amy dar. 2018 verkörperte sie die weibliche Hauptrolle der Ilsa Meyer im Kurzfilm The Forbidden Cure, der unter anderen am 7. September 2018 auf dem Burbank International Film Festival gezeigt wurde. 2023 spielte sie die Hauptrolle der Lara Gibson im Film Last Sacrament.

## Filmografie (Auswahl)

### Schauspiel
- 2010: Intersexions (Fernsehserie)
- 2012: Sketch U Later (Fernsehserie)
- 2013–2014: Mighty Med – Wir heilen Helden (Mighty Med, Fernsehserie, 2 Episoden, Sprechrolle)
- 2014: Masters of Sex (Fernsehserie, Episode 2x07)
- 2015: Rolston Rye's Guide to LA (Fernsehserie, 2 Episoden)
- 2015: The Escort – Sex Sells (The Escort)
- 2015: The Moment I Was Alone (Kurzfilm)
- 2016: Gamer’s Guide für so ziemlich alles (Gamer's Guide to Pretty Much Everything, Fernsehserie, Episode 1x20)
- 2016: Special Forces (Kurzfilm)
- 2016: The Bandit Hound
- 2016: The Dark Tapes
- 2016: Spotlight 2 (Kurzfilm)
- 2017: When It Rains (Kurzfilm)
- 2017: The Orville (Fernsehserie, Episode 1x12)
- 2018: All Wrong (Fernsehserie, Episode 2x01)
- 2018: American Nightmare (Kurzfilm)
- 2018: The Forbidden Cure (Kurzfilm)
- 2019: Illegal (Kurzfilm)
- 2019: Fam (Fernsehserie, Episode 1x13)
- 2019: Time Served (Fernsehserie, Episode 1x01)
- 2019: Liberty Falls (Fernsehfilm)
- 2019: Mood Swings (Fernsehserie)
- 2020: Happiness
- 2022: Darby and the Dead
- 2023: Tomorrow
- 2023: Last Sacrament

### Filmschaffende
- 2012: Sketch U Later (Fernsehserie; Drehbuch)
- 2017: Wordplay (Kurzfilm; Drehbuch, Produktion und Regie)
- 2017: On a Dime (Kurzfilm; Drehbuch, Produktion und Regie)
- 2017: Troubled Waters (Kurzfilm; Drehbuch, Produktion und Regie)
- 2017: Jack (Kurzfilm; Drehbuch, Produktion und Regie)

## Theater (Auswahl)

### Schauspiel
- 2017: All For Art, ShoWorks Entertainment, The Sherry Theatre
- 2017: The Fabulous Fables of Aesop, ShoWorks Entertainment, The Hollywood Fringe Festival 2017 im Ruby Theatre
- 2017: Infantryman In The Wardrobe, ShoWorks Entertainment, The Hollywood Fringe Festival 2017 im Ruby Theatre
- Some Girls, Secret Rose Theatre
- Look Back In Anger, Waterfront Theatre Company
- Cats, Really Useful Group
- Hairspray, Regie: Matt Lenz
- The Full Monty, Regie: David Bownes
- African Footprint, Regie: Richard Loring
- Boeing-Boeing, Regie: Alan Swerdlow
- Perfect Wedding, Regie: Alan Swerdlow
- Dick & I, Regie: Christopher Weare
- Happily Ever Laughter, Regie: Christopher Weare
- That’ll Be The Day, Regie: Sandy Dyer
- Fusion, Regie: Tyrone Watkins
- Fangs A Rock Comedy, Regie: Tim Plewman
- Does My Bum Wobble, Regie: Jaci de Villiers
- Spongebob Square Pants, Regie: Jenn Rapp

### Schaffende
- 2017: Collected Stories; Produktion, ShoWorks Entertainment, Dorie Theater
- 2017: The Fabulous Fables of Aesop; Drehbuch, Produktion und Regie, ShoWorks Entertainment, The Hollywood Fringe Festival 2017 im Ruby Theatre
- 2017: Infantryman In The Wardrobe; Drehbuch, Produktion und Regie, ShoWorks Entertainment, The Hollywood Fringe Festival 2017 im Ruby Theatre
- All For Art; Produktion, ShoWorks Entertainment
- Small Engine Repair; Produktion und Regie, ShoWorks Entertainment